# Rémi Savard
Rémi Savard, né le 27 mars 1934 et mort le 20 décembre 2019, est un anthropologue québécois qui a consacré l’essentiel de sa carrière à étudier les peuples Autochtones d'Amérique Innus du Québec et du Labrador, à décrire leurs cultures et à chercher à mieux les faire comprendre et respecter de leurs contemporains canadiens. Il a en particulier publié plusieurs livres d’analyse de certains des récits originels des peuples Innus, comme par exemple le rôle de Carcajou dans la culture amérindienne.

## Biographie
Né en 1934, Rémi Savard s'intéresse d'abord aux peuples amérindiens grâce à son père, qui voyage périodiquement en territoires amérindiens pour son travail.
Il obtient en 1960 une maîtrise en sociologie de l'université Laval à Québec en 1960, puis un doctorat de troisième cycle en ethnologie de l'université de Paris en France, où il a l'occasion de suivre des enseignements d'anthropologues réputés comme Claude Lévi-Strauss et Jean Malaurie, ainsi que du botaniste et ethnologue québécois Jacques Rousseau.
Il est nommé professeur adjoint au département d'anthropologie et à la faculté des sciences de l'éducation de l'université Laval, coordonnateur du laboratoire d'anthropologie amérindienne à Montréal et professeur titulaire au département d'anthropologie de l'université de Montréal à partir de 1979. Il est également professeur invité à l'université de Pékin (Chine) et à l'université de Mongolie-Intérieure,.
Rémi Savard est parallèlement actif dans le domaine politique canadien, se faisant l’avocat des points de vue des Premières Nations amérindiennes, en particulier l’avocat de leurs demandes croissantes d’autonomie dans la direction et l’administration de leurs propres territoires auprès du gouvernement fédéral canadien et du gouvernement des provinces de Québec et de Terre-Neuve-et-Labrador.
Les travaux et prises de positions publiques de Rémi Savard sur les cultures amérindiennes et leur attitudes sur les questions de nature et d'environnement trouvent un écho croissant dans l'émergence des problématiques climatiques et environnementales dans le monde industrialisé, et dans les refus de diverses nations amérindiennes du Canada et des Etats Unis de voir leurs territoires annexés pour divers projets miniers ou industriels (centrales électriques, mines et puits de forages, oléoducs et gazoducs, etc.).
En 2010, la revue Recherches amérindiennes au Québec, revue de la société Recherches amérindiennes au Québec consacrée aux recherches sur les populations autochtones du Québec et des Amériques, publie un numéro spécial en hommage aux travaux de Rémi Savard,.
La personnalité de Rémi Savard et la pertinence de ses travaux font l’objet de plusieurs hommages publics au Canada à la suite de son décès en décembre 2019,,,, notamment par le département d'anthropologie de l'université de Montréal.

## Principales publications
- Carcajou à l'aurore du monde : fragments écrits d'une encyclopédie orale Innue, Editions Recherches Amérindiennes, Québec, 2016.
- Les Algonquins de Trois-Rivières; l'oral au secours de l'écrit 1600-2005, Claude Hubert et Rémi Savard, Ed. Recherches Amérindiennes, Québec, 2006.
- L'Algonquin Tessouat et la Fondation de Montréal - Diplomatie franco-indienne en Nouvelle-France, Editions L’hexagone, Montréal, 2006.
- La Voix des Autres, Editions L’hexagone, Montréal, 2005.
- La Forêt vive - Récits fondateurs du peuple Innu, Editions du Boréal, Montréal, 2005.
- Le Premier Printemps du monde – conte traditionnel Innu, Editions Les 400 Coups Jeunesse , Montréal, 2002.
- Isabelle Schulte Tenckhoff, La Question Des Peuples Autochtones, préface de Rémi Savard, éd. LGDJ, 1997.
- L Algonquin Tessouat et la Fondation de Montréal - Diplomatie franco-indienne en Nouvelle-France, Editions L’hexagone, Montréal, 1996.
- Le Sol Américain, Propriété Privée ou Terre Mère - L'en-deçà et l'au-delà des conflits territoriaux entre autochtones et blancs du Canada, Ed. L’hexagone, Montréal, 1981 et 2005.
- Canada: derrière l'épopée, les autochtones, avec Jean-René Proulx, Editions de L’hexagone, Montréal, 1979.
- Destins d’Amérique – Les autochtones et nous, Editions de L’hexagone, Montréal, 1979.
- Contes indiens de la Basse Côte Nord du Saint Laurent, Musée National de l'Homme, Collection Mercure, Service canadien d'ethnologie, 1979.
- Le rire précolombien dans le Québec d'aujourd'hui, Editions L’hexagone, Montréal, 1977.
- Donald B. Smith, Le Sauvage, pendant la période héroïque de la Nouvelle-France 1534-1663, d'après les historiens canadiens-français des XIXe et XXe siècles, préface de Rémi Savard, ed. Hurtubise-HMH, Montréal, 1974.
- Carcajou et le sens du monde - Récits Montagnais-Naskapi,. Bibliothèque nationale du Québec, 1971 (réédité en 2016).
- Chefs-d'œuvre des arts indiens et esquimaux du Canada, avec William E. Taylor Jr, Hugh A. Dempsey, Société des Amis du Musée de l'Homme, 1969
- Mythologie Esquimaude. Analyse de textes Nord-Groenlandais, Montréal, 1966.